# Бранислав Милутиновић
Бранислав Милутиновић (Доњи Ступањ, 17. новембар 1949 — Београд, 21. децембар 2014) био је српски историчар и професор универзитета.
Основну школу завршио је у Лешку, а гимназију у Косовској Митровици. Студије историје је завршио 1972. године на Филозофском факултету у Приштини. На истом факултету одбранио је 1980. године магистарски рад „Дриваст у XIV и XV веку,“ а 1995. докторску дисертацију „Извозно-увозна и транзитна трговина арбанашких приморских градова и лука (1300 - 1500. године)". Један период је провео у Италији на усавршавању.
Током 1973. и 1974. године био је професор средње школе у Тутину. На Филозофском факултету у Приштини изабран је 1974. за асистента, 1983. за предавача, 1995. за доцента, а потом и за ванредног професора. Предавао је Општу историју средњег века, Помоћне историјске науке и Византију на Београдском, Бањалучком, Косовско-митровачком и нишком Филозофском факултету, на одсеку - историја. Последњих година активног рада посветио се изучавању средњовековне историје Албаније, Зете и Косова и Метохије.
Био је декан Филозофског факултета Универзитета у Приштини.
Повукао се као предавач 2005.
Последњих година је живео у Београду где је и преминуо дана 21.12.2014. године.

## Важнији радови и књиге
- Задужења призренских трговаца код Дубровчана 1355-1369, 1978.
- Дриваштанци у Дубровнику током XIV и XV века, 1980.
- Млетачки земљишни систем у дривастинском крају 1359-1371, 1986.
- Везе Богдана Киризмића са Дубровником 1359-1371, 1986.
- Становништво Косова XIV столећа (етнички састав), 1989.
- Увоз тканина у Валону XIII–XV век, 1995.
- Дриваст у војно-политичкој ситуацији XIII–XV век, 1996.
- Помоћне историјске науке, Ниш, 2000.
- Извори за Националну историју до XII века, Ниш, 2003.